# Witaseks Glockenblume
Witaseks Glockenblume (Campanula witasekiana) ist eine Pflanzenart der Gattung Glockenblumen (Campanula). Sie ist nach der Wiener Botanikerin Johanna Witasek (1865–1910) benannt. Sie wird heute auch als Unterart Campanula scheuchzeri subsp. witasekiana (Vierh.) Hayek zu Scheuchzers Glockenblume gestellt.

## Merkmale
Witaseks Glockenblume ist eine ausdauernde Pflanze, die Wuchshöhen bis 40 Zentimeter erreicht. Sie bildet rübchenförmige Seitenwurzeln aus. Der Stängel ist aufrecht, kantig und meist bis zum Blütenstand beblättert. Die Grundblätter sind rundlich bis nierenförmig und zur Blütezeit nicht mehr vorhanden. Die Stängelblätter sind ungestielt, schmal- bis breit-lanzettlich, ganzrandig und mehr oder weniger kahl. Die oberen Stängelblätter sind alle auffallend schmal linealisch. Der Blütenstand ist locker und mehrblütig. Die Blüten sitzen auf dünnen Stielen und sind nickend wie auch die Blütenknospen. Die Krone ist blau bis blauviolett, glockig bis trichterförmig und 12 bis 16 Millimeter lang. Der Kelch hat kein Anhängsel und schmal dreieckige bis pfriemliche Zipfel.
Die Blütezeit reicht von Juli bis August.

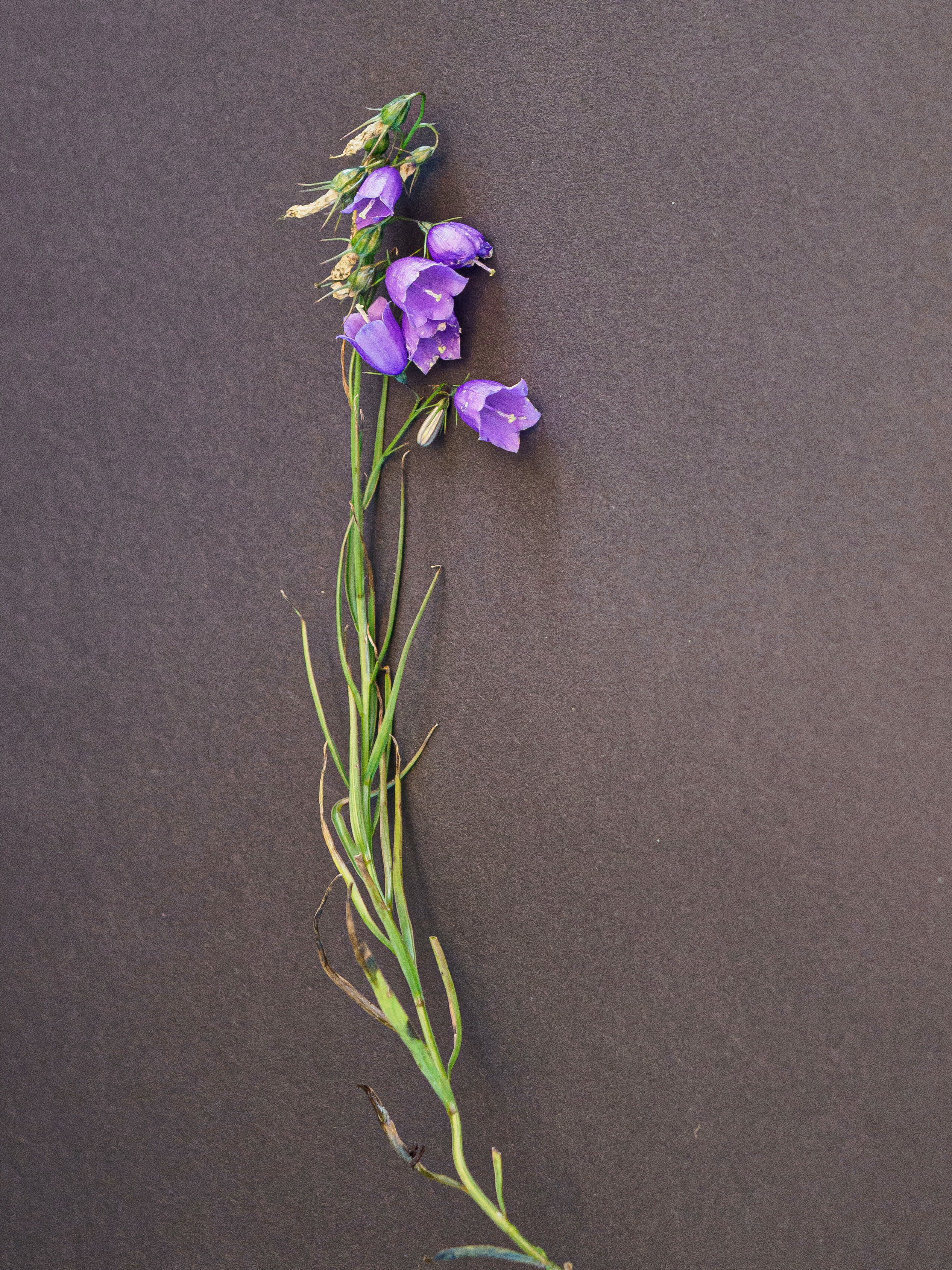
Witaseks Glockenblume: Habitus
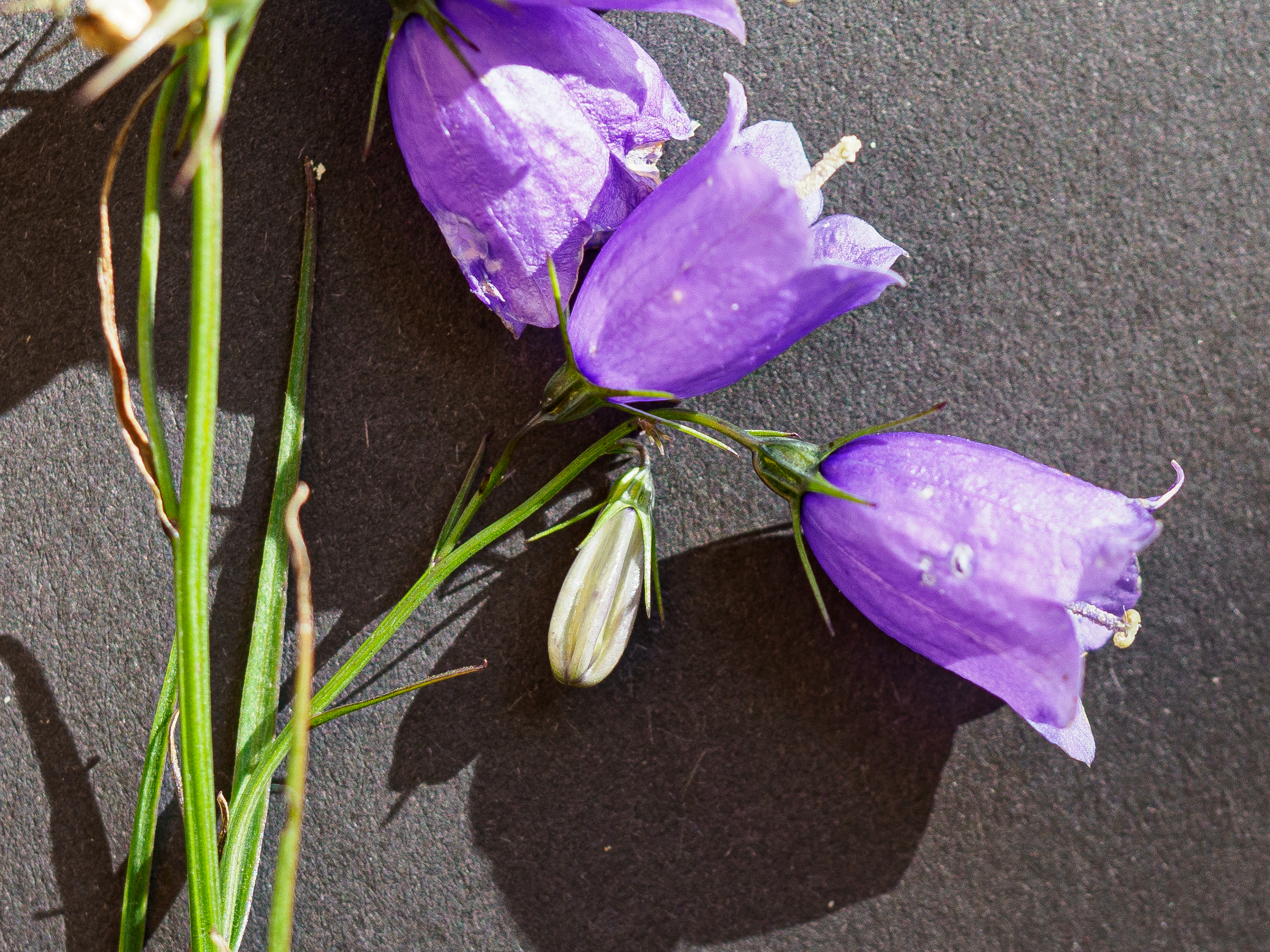
Witaseks Glockenblume: Blüten

## Vorkommen
Witaseks Glockenblume kommt in den Ost- und Südostalpen bis zum Wiener Schneeberg östlich der Etsch sowie im früheren Jugoslawien, in Bulgarien und in Südtirol vor. Sie wächst vereinzelt oder in kleinen Gruppen auf Bergwiesen und steinigen Weiden in Höhenlagen bis 1800 Meter.

## Taxonomie
Witaseks Glockenblume wurde 1906 von Friedrich Vierhapper in Mitt. Naturw. Ver. Univ. Wien Band 4, Seite 72 als Campanula witasekiana erstbeschrieben. Ein Synonym ist Campanula scheuchzeri subsp. witasekiana (Vierh.) Hayek.